# Pitus Prat
Pitus Prat, né le 26 avril 1911 à Barcelone et décédé le 11 mars 1988 dans la même ville, est un footballeur international espagnol qui évolue au poste d’attaquant de la fin des années 1920 au début des années 1940.
Prat effectue la majorité de sa carrière à l'Español, de 1928 à 1940, avant de la finir au Real Madrid. Il est surtout célèbre pour avoir marqué le premier but de l'histoire du Championnat d'Espagne.

## Biographie
José Prat Ripollés voit le jour à Barcelone le 11 mars 1911. Surnommé Pitus, il fait ses débuts dans le monde du football au sein du club barcelonais du FC Gràcia (es).
Prat rejoint l'Español, autre club de la Ciudad Condal, en 1928. Le 10 février 1929, il inscrit à la cinquième minute d'une rencontre face à la Real Unión le premier but de l'histoire de la Primera División, le championnat d'Espagne de football. Les Barcelonais s'imposent sur le score final de 3-2 à l'Estadi de Sarrià. La même année, il remporte son premier titre en soulevant la Coupe d'Espagne.
Il dispute son premier match international avec l'équipe d'Espagne le 2 avril 1933 contre le Portugal. Prat honorera quatre sélections avec la Roja, toutes durant l'année 1933.
Prat réalise son meilleur exercice lors de la saison 1934-1935 en marquant dix buts en championnat. Cependant, le football est rattrapé par la Guerre civile d'Espagne qui débute en 1936 et ne s'achève que trois ans plus tard.
L'attaquant barcelonais reste neuf saisons à l'Español, disputant cent-cinquante-huit matchs pour quarante-neuf buts. Il signe par la suite au Real Madrid. Après une demie saison terne où il ne prend part qu'à cinq rencontres, Prat annonce sa retraite en 1941.
Prat devient par la suite entraîneur et prend notamment les rênes de la Gimnástica de Torrelavega, pour la saison 1950-1951.
Âgé de soixante-seize ans, Prat meurt le 11 mars 1988 dans sa ville natale de Barcelone.

## Palmarès
Avec l'Español, Prat remporte la Coupe d'Espagne en 1929 et 1940 ainsi que le Championnat de Catalogne à quatre reprises, en 1929, 1933, 1937 et 1940.